# Norges Skiforbund
Norges Skiforbund bildades den 21 februari 1908, och kontrollerar organiserad alpin skidsport, freestyle, nordisk kombination, längdskidåkning, backhoppning och telemarksskidåkning i Norge.
Förbundet ingår i Norges idrettsforbund og olympiske og paralympiske komité och FIS.

## Skidkretsar
Förbundet är indelat i 16 skidkretsar.
| - Akershus - Agder og Rogaland - Buskerud - Nordland - Sogn og Fjordane - Sør-Trøndelag - Troms - Østfold | - Finnmark - Hedmark - Hordaland - Møre og Romsdal - Nord-Trøndelag - Oppland - Oslo - Telemark og Vestfold |  |